# Леннартссон, Лиселотта
Лисело́тта «Ло́тта» Ле́ннартссон (швед. Liselotta «Lotta» Lennartsson; 23 сентября 1987, Карлстад, Швеция) — шведская кёрлингистка.
Играет в основном на позиции первого.

## Достижения
- Чемпионат мира по кёрлингу среди женщин: золото (2011).
- Чемпионат Швеции по кёрлингу среди женщин: серебро (2012), бронза (2010, 2011).[1]
- Чемпионат мира по кёрлингу среди юниоров: серебро (2008).
- Чемпионат Швеции по кёрлингу среди юниоров: золото (2008)[1].
- Континентальный Кубок по кёрлингу (в составе команды «Мир»): золото (2012).

## Команды
| Сезон   | Четвёртый       | Третий                | Второй         | Первый                | Запасной                                          | Турниры                        |
| ------- | --------------- | --------------------- | -------------- | --------------------- | ------------------------------------------------- | ------------------------------ |
| 2007—08 | Сесилия Эстлунд | Сара Карлссон         | Анна Домей     | Лиселотта Леннартссон | Emma Berg тренер: Никлас Эдин (ЧМЮ)               | ЧШЮ 2008 · ЧМЮ 2008            |
| 2008—09 | Сесилия Эстлунд | Лиселотта Леннартссон | Sandra Grundel | Ditte Karlsson        |                                                   |                                |
| 2009—10 | Сесилия Эстлунд | Сара Карлссон         | Анна Домей     | Лиселотта Леннартссон | Сабина Краупп (ЧМ) тренер: Пейя Линдхольм (ЧМ)    | ЧШЖ 2010 · ЧМ 2010 (4-е место) |
| 2010—11 | Анетте Норберг  | Сесилия Эстлунд       | Сара Карлссон  | Лиселотта Леннартссон | Карин Рудстрём (ЧМ) тренер: Магнус Свартлинг (ЧМ) | ЧШЖ 2011 · ЧМ 2011             |
| 2011—12 | Анетте Норберг  | Сесилия Эстлунд       | Сара Карлссон  | Лиселотта Леннартссон | тренер: Örjan Erixon                              | ККК 2012 · ЧШЖ 2012            |
| 2016—17 | Сара Карлссон   | Элисон Кревьязак      | Анна Домей     | Лотта Леннартссон     | тренер: Сисси Эстлунд                             |                                |

(скипы выделены полужирным шрифтом)